# 五十鈴Forward
五十鈴Forward，是日本五十鈴汽車於1970年所推出的一款中型貨車，車身重量為介乎5.5-16噸之間。此車型又被稱作F系列，部分海外市場銷售的重型版則被稱作Giga。其主要競爭對手為日野Ranger、三菱Fighter、UD Condor和奔驰Atego。
此車型一般都是用作中等物流運送，主要市場為亞洲，諸如香港、中國、泰國、印尼、馬來西亞等等。另外在北美洲以及南美洲也甚為普及。
2010年代，UD卡車的Condor中型貨車銷量偏低，結果於2017年不再生產Condor，改為五十鈴Forward以UD Condor名義銷售。

## 外部連結
- 五十鈴Forward官方網站 (日本語) （页面存档备份，存于）